# Sorge Island
Sorge Island ist eine Insel vor der Ostküste der westantarktischen Adelaide-Insel. Sie liegt unmittelbar südlich der Meerenge The Gullet im Barlas-Kanal.
Der Falkland Islands Dependencies Survey kartierte sie anhand von Vermessungen und Luftaufnahmen aus den Jahren von 1948 bis 1959. Das UK Antarctic Place-Names Committee benannte sie 1960 nach dem deutschen Glaziologen Ernst Sorge (1899–1946).